# Polymastia infrapilosa
Polymastia infrapilosa är en svampdjursart som beskrevs av Topsent 1927. Polymastia infrapilosa ingår i släktet Polymastia och familjen Polymastiidae. Inga underarter finns listade i Catalogue of Life.